# Kolarstwo na Letnich Igrzyskach Olimpijskich 2020 – sprint mężczyzn
Sprint mężczyzn podczas Letnich Igrzysk Olimpijskich 2020 rozegrany został 4 - 6 sierpnia na torze Izu Velodrome.
Czas w Tokio (UTC+09:00)
| Data            | Godzina | Runda                 |
| --------------- | ------- | --------------------- |
| 4 sierpnia 2021 | 15:30   | Kwalifikacje          |
| 4 sierpnia 2021 | 16:35   | 1/32 finału           |
| 4 sierpnia 2021 | 17:31   | Repasaże 1/32 finału  |
| 4 sierpnia 2021 | 18:13   | 1/16 finału           |
| 4 sierpnia 2021 | 18:47   | Repasaże 1/16 finału  |
| 5 sierpnia 2020 | 15:48   | 1/8 Finału            |
| 5 sierpnia 2020 | 16:21   | Repasaże 1/8 finału   |
| 5 sierpnia 2020 | 16:45   | Ćwierćfinały          |
| 5 sierpnia 2020 | 18:27   | Wyścig o miejsca 5- 8 |
| 6 sierpnia 2020 | 16:10   | Półfinały             |
| 6 sierpnia 2020 | 18:00   | Finał                 |

## Wyniki

### Kwalifikacje
| Pozycja | Zawodnik                     | Czas  | Średnia prędkość (km/h) | Uwaga |
| ------- | ---------------------------- | ----- | ----------------------- | ----- |
| 1.      | Jeffrey Hoogland             | 9,215 | 78,133                  | Q     |
| 2.      | Harrie Lavreysen             | 9,215 | 78,133                  | Q     |
| 3.      | Jack Carlin                  | 9,306 | 77,369                  | Q     |
| 4.      | Nicholas Paul                | 9,316 | 77,286                  | Q     |
| 5.      | Dienis Dmitrijew             | 9,331 | 77,162                  | Q     |
| 6.      | Jair Tjon En Fa              | 9,472 | 76,014                  | Q     |
| 7.      | Mateusz Rudyk                | 9,493 | 75,845                  | Q     |
| 8.      | Jason Kenny                  | 9,510 | 75,710                  | Q     |
| 9.      | Yuta Wakimoto                | 9,518 | 75,646                  | Q     |
| 10.     | Sébastien Vigier             | 9,551 | 75,385                  | Q     |
| 11.     | Xu Chao                      | 9,584 | 75,125                  | Q     |
| 12.     | Nick Wammes                  | 9,587 | 75,102                  | Q     |
| 13.     | Stefan Bötticher             | 9,593 | 75,055                  | Q     |
| 14.     | Patryk Rajkowski             | 9,594 | 75,047                  | Q     |
| 15.     | Hugo Barrette                | 9,596 | 75,031                  | Q     |
| 16.     | Kevin Quintero               | 9,626 | 74,797                  | Q     |
| 17.     | Azizulhasni Awang            | 9,626 | 74,797                  | Q     |
| 18.     | Sam Webster                  | 9,631 | 74,759                  | Q     |
| 19.     | Maximilian Levy              | 9,646 | 74,642                  | Q     |
| 20.     | Rayan Helal                  | 9,669 | 74,465                  | Q     |
| 21.     | Matthew Richardson           | 9,685 | 74,342                  | Q     |
| 22.     | Nathan Hart                  | 9,696 | 74,257                  | Q     |
| 23.     | Muhammad Shah Firdaus Sahrom | 9,700 | 74,227                  | Q     |
| 24.     | Ethan Mitchell               | 9,705 | 74,189                  | Q     |
| 25.     | Pawieł Jakuszewskij          | 9,723 | 74,051                  |       |
| 26.     | Yudai Nitta                  | 9,728 | 74,013                  |       |
| 27.     | Jean Spies                   | 9,787 | 73,567                  |       |
| 28.     | Tomáš Bábek                  | 9,787 | 73,567                  |       |
| 29.     | Sergey Ponomaryov            | 9,932 | 72,493                  |       |
| 30.     | Kwesi Browne                 | 9,966 | 72,246                  |       |

### 1/32 finału
| Zawodnik         | Czas    | Śr. prędkość (km/h) |
| ---------------- | ------- | ------------------- |
| Jeffrey Hoogland | 9,821   | 73,312              |
| Ethan Mitchell   | + 0,233 |                     |

| Zawodnik    | Czas    | Śr. prędkość (km/h) |
| ----------- | ------- | ------------------- |
| Jack Carlin | 9,829   | 73,253              |
| Nathan Hart | + 0,306 |                     |

| Zawodnik         | Czas    | Śr. prędkość (km/h) |
| ---------------- | ------- | ------------------- |
| Dienis Dmitrijew | 9,859   | 73,030              |
| Rayan Helal      | + 0,479 |                     |

| Zawodnik      | Czas    | Śr. prędkość (km/h) |
| ------------- | ------- | ------------------- |
| Sam Webster   | 10,099  | 71,294              |
| Mateusz Rudyk | + 0,180 |                     |

| Zawodnik       | Czas    | Śr. prędkość (km/h) |
| -------------- | ------- | ------------------- |
| Yuta Wakimoto  | 9,997   | 72,022              |
| Kevin Quintero | + 0,084 |                     |

| Zawodnik         | Czas    | Śr. prędkość (km/h) |
| ---------------- | ------- | ------------------- |
| Patryk Rajkowski | 10,465  | 68,801              |
| Xu Chao          | + 0,291 |                     |

| Zawodnik                     | Czas    | Śr. prędkość (km/h) |
| ---------------------------- | ------- | ------------------- |
| Harrie Lavreysen             | 10,005  | 71,964              |
| Muhammad Shah Firdaus Sahrom | + 0,063 |                     |

| Zawodnik           | Czas    | Śr. prędkość (km/h) |
| ------------------ | ------- | ------------------- |
| Nicholas Paul      | 9,824   | 73,290              |
| Matthew Richardson | + 0,618 |                     |

| Zawodnik        | Czas    | Śr. prędkość (km/h) |
| --------------- | ------- | ------------------- |
| Maximilian Levy | 9,922   | 72,566              |
| Jair Tjon En Fa | + 0,002 |                     |

| Zawodnik          | Czas    | Śr. prędkość (km/h) |
| ----------------- | ------- | ------------------- |
| Jason Kenny       | 9,791   | 75,537              |
| Azizulhasni Awang | + 0,032 |                     |

| Zawodnik         | Czas    | Śr. prędkość (km/h) |
| ---------------- | ------- | ------------------- |
| Sébastien Vigier | 10,182  | 70,713              |
| Hugo Barrette    | + 0,020 |                     |

| Zawodnik         | Czas    | Śr. prędkość (km/h) |
| ---------------- | ------- | ------------------- |
| Nick Wammes      | 10,228  | 70,395              |
| Stefan Bötticher | + 0,015 |                     |

### Repasaże 1/32 finału
| Zawodnik          | Czas    | Śr. prędkość (km/h) |
| ----------------- | ------- | ------------------- |
| Azizulhasni Awang | 10,056  | 71,599              |
| Kevin Quintero    | + 0,204 |                     |
| Ethan Mitchell    | + 0,549 |                     |

| Zawodnik        | Czas    | Śr. prędkość (km/h) |
| --------------- | ------- | ------------------- |
| Jair Tjon En Fa | 10,016  | 71,885              |
| Xu Chao         | + 0,062 |                     |
| Nathan Hart     | + 0,185 |                     |

| Zawodnik                     | Czas    | Śr. prędkość (km/h) |
| ---------------------------- | ------- | ------------------- |
| Muhammad Shah Firdaus Sahrom | 9,667   | 74,480              |
| Hugo Barrette                | + 0,619 |                     |
| Mateusz Rudyk                | + 0,668 |                     |

| Zawodnik           | Czas    | Śr. prędkość (km/h) |
| ------------------ | ------- | ------------------- |
| Stefan Bötticher   | 10,030  | 71,785              |
| Rayan Helal        | + 0,032 |                     |
| Matthew Richardson | + 0,421 |                     |

### 1/16 finału
| Zawodnik         | Czas    | Śr. prędkość (km/h) |
| ---------------- | ------- | ------------------- |
| Jeffrey Hoogland | 10,034  | 71,756              |
| Stefan Bötticher | + 0,111 |                     |

| Zawodnik                     | Czas    | Śr. prędkość (km/h) |
| ---------------------------- | ------- | ------------------- |
| Jack Carlin                  | 9,884   | 72,845              |
| Muhammad Shah Firdaus Sahrom | + 0,132 |                     |

| Zawodnik         | Czas    | Śr. prędkość (km/h) |
| ---------------- | ------- | ------------------- |
| Dienis Dmitrijew | 10,127  | 71,097              |
| Nick Wammes      | + 0,107 |                     |

| Zawodnik         | Czas    | Śr. prędkość (km/h) |
| ---------------- | ------- | ------------------- |
| Sam Webster      | 9,845   | 73,134              |
| Sébastien Vigier | + 0,038 |                     |

| Zawodnik         | Czas    | Śr. prędkość (km/h) |
| ---------------- | ------- | ------------------- |
| Harrie Lavreysen | 9,766   | 73,725              |
| Jair Tjon En Fa  | + 0,259 |                     |

| Zawodnik          | Czas    | Śr. prędkość (km/h) |
| ----------------- | ------- | ------------------- |
| Nicholas Paul     | 9,798   | 73,484              |
| Azizulhasni Awang | + 0,026 |                     |

| Zawodnik         | Czas    | Śr. prędkość (km/h) |
| ---------------- | ------- | ------------------- |
| Maximilian Levy  | 10,247  | 70,264              |
| Patryk Rajkowski | + 0,149 |                     |

| Zawodnik      | Czas    | Śr. prędkość (km/h) |
| ------------- | ------- | ------------------- |
| Jason Kenny   | 9,916   | 72,610              |
| Yuta Wakimoto | + 0,021 |                     |

### Repasaże 1/16 finału
| Zawodnik         | Czas    | Śr. prędkość (km/h) |
| ---------------- | ------- | ------------------- |
| Yuta Wakimoto    | 10,323  | 69,747              |
| Stefan Bötticher | + 0,176 |                     |

| Zawodnik                     | Czas    | Śr. prędkość (km/h) |
| ---------------------------- | ------- | ------------------- |
| Muhammad Shah Firdaus Sahrom | 10,317  | 69,788              |
| Patryk Rajkowski             | + 0,260 |                     |

| Zawodnik         | Czas    | Śr. prędkość (km/h) |
| ---------------- | ------- | ------------------- |
| Sébastien Vigier | 9,900   | 72,727              |
| Jair Tjon En Fa  | + 0,085 |                     |

| Zawodnik          | Czas    | Śr. prędkość (km/h) |
| ----------------- | ------- | ------------------- |
| Azizulhasni Awang | 10,131  | 71,069              |
| Nick Wammes       | + 0,104 |                     |

### 1/8 finału
| Zawodnik          | Czas    | Śr. prędkość (km/h) |
| ----------------- | ------- | ------------------- |
| Jeffrey Hoogland  | 9,831   | 73,238              |
| Azizulhasni Awang | + 0,040 |                     |

| Zawodnik         | Czas    | Śr. prędkość (km/h) |
| ---------------- | ------- | ------------------- |
| Jack Carlin      | 9,963   | 72,267              |
| Sébastien Vigier | + 0,171 |                     |

| Zawodnik         | Czas    | Śr. prędkość (km/h) |
| ---------------- | ------- | ------------------- |
| Dienis Dmitrijew | 9,828   | 73,260              |
| Jason Kenny      | + 0,076 |                     |

| Zawodnik                     | Czas    | Śr. prędkość (km/h) |
| ---------------------------- | ------- | ------------------- |
| Harrie Lavreysen             | 9,635   | 74,728              |
| Muhammad Shah Firdaus Sahrom | + 0,449 |                     |

| Zawodnik      | Czas    | Śr. prędkość (km/h) |
| ------------- | ------- | ------------------- |
| Nicholas Paul | 10,091  | 71,351              |
| Yuta Wakimoto | + 0,457 |                     |

| Zawodnik        | Czas    | Śr. prędkość (km/h) |
| --------------- | ------- | ------------------- |
| Maximilian Levy | 10,355  | 69,532              |
| Sam Webster     | + 0,132 |                     |

### Repasaże 1/8 finału
| Zawodnik          | Czas    | Śr. prędkość (km/h) |
| ----------------- | ------- | ------------------- |
| Jason Kenny       | 10,066  | 71,528              |
| Azizulhasni Awang | + 0,042 |                     |
| Yuta Wakimoto     | + 0,325 |                     |

| Zawodnik                     | Czas    | Śr. prędkość (km/h) |
| ---------------------------- | ------- | ------------------- |
| Sébastien Vigier             | 10,169  | 70,803              |
| Sam Webster                  | + 0,101 |                     |
| Muhammad Shah Firdaus Sahrom | + 0,133 |                     |

### Ćwierćfinały
| Zawodnik         | Wyścig 1 | Wyścig 1            | Wyścig 2 | Wyścig 2            | Wyścig 3 | Wyścig 3            |
| Zawodnik         | Czas     | Śr. prędkość (km/h) | Czas     | Śr. prędkość (km/h) | Czas     | Śr. prędkość (km/h) |
| ---------------- | -------- | ------------------- | -------- | ------------------- | -------- | ------------------- |
| Jeffrey Hoogland | 10,204   | 70,561              | 9,902    | 72,713              |          |                     |
| Sébastien Vigier | + 2,440  |                     | + 0,059  |                     |          |                     |

| Zawodnik        | Wyścig 1 | Wyścig 1            | Wyścig 2 | Wyścig 2            | Wyścig 3 | Wyścig 3            |
| Zawodnik        | Czas     | Śr. prędkość (km/h) | Czas     | Śr. prędkość (km/h) | Czas     | Śr. prędkość (km/h) |
| --------------- | -------- | ------------------- | -------- | ------------------- | -------- | ------------------- |
| Jack Carlin     | 9,680    | 74,380              | 9,795    | 73,507              |          |                     |
| Maximilian Levy | + 2,507  |                     | + 0,396  |                     |          |                     |

| Zawodnik         | Wyścig 1 | Wyścig 1            | Wyścig 2 | Wyścig 2            | Wyścig 3 | Wyścig 3            |
| Zawodnik         | Czas     | Śr. prędkość (km/h) | Czas     | Śr. prędkość (km/h) | Czas     | Śr. prędkość (km/h) |
| ---------------- | -------- | ------------------- | -------- | ------------------- | -------- | ------------------- |
| Harrie Lavreysen | 10,243   | 70,292              | 10,551   | 68,240              |          |                     |
| Jason Kenny      | + 0,047  |                     | + 0,942  |                     |          |                     |

| Zawodnik         | Wyścig 1 | Wyścig 1            | Wyścig 2 | Wyścig 2            | Wyścig 3 | Wyścig 3            |
| Zawodnik         | Czas     | Śr. prędkość (km/h) | Czas     | Śr. prędkość (km/h) | Czas     | Śr. prędkość (km/h) |
| ---------------- | -------- | ------------------- | -------- | ------------------- | -------- | ------------------- |
| Dienis Dmitrijew | + 0,295  |                     | 9,824    | 73,290              | 10,381   | 69,357              |
| Nicholas Paul    | 9,648    | 74,627              | REL      |                     | + 4,383  |                     |

### Wyścig o miejsca 5. - 8.
| Pozycja | Zawodnik         | Czas    | Śr. prędkość (km/h) |
| ------- | ---------------- | ------- | ------------------- |
| 5.      | Maximilian Levy  | 9,879   | 72,882              |
| 6.      | Nicholas Paul    | + 0,152 |                     |
| 7.      | Sébastien Vigier | + 0,644 |                     |
| 8.      | Jason Kenny      | + 0,879 |                     |

### Półfinały
| Zawodnik         | Wyścig 1 | Wyścig 1            | Wyścig 2 | Wyścig 2            | Wyścig 3 | Wyścig 3            |
| Zawodnik         | Czas     | Śr. prędkość (km/h) | Czas     | Śr. prędkość (km/h) | Czas     | Śr. prędkość (km/h) |
| ---------------- | -------- | ------------------- | -------- | ------------------- | -------- | ------------------- |
| Jeffrey Hoogland | 9,692    | 74,288              | 9,786    | 73,574              |          |                     |
| Dienis Dmitrijew | + 0,107  |                     | + 0,010  |                     |          |                     |

| Zawodnik         | Wyścig 1 | Wyścig 1            | Wyścig 2 | Wyścig 2            | Wyścig 3 | Wyścig 3            |
| Zawodnik         | Czas     | Śr. prędkość (km/h) | Czas     | Śr. prędkość (km/h) | Czas     | Śr. prędkość (km/h) |
| ---------------- | -------- | ------------------- | -------- | ------------------- | -------- | ------------------- |
| Harrie Lavreysen | 9,747    | 73,869              | 9,784    | 73,590              |          |                     |
| Jack Carlin      | + 0,067  |                     | + 0,042  |                     |          |                     |

## Finały
| Pozycja         | Zawodnik         | Wyścig 1 | Wyścig 1            | Wyścig 2 | Wyścig 2            | Wyścig 3 | Wyścig 3            |
| Pozycja         | Zawodnik         | Czas     | Śr. prędkość (km/h) | Czas     | Śr. prędkość (km/h) | Czas     | Śr. prędkość (km/h) |
| --------------- | ---------------- | -------- | ------------------- | -------- | ------------------- | -------- | ------------------- |
| o złoty medal   |                  |          |                     |          |                     |          |                     |
| złoto           | Harrie Lavreysen | + 0,012  |                     | 9,766    | 73,650              | 10,681   | 67,409              |
| srebro          | Jeffrey Hoogland | 9,724    | 74,044              | + 0,015  |                     | + 0,208  |                     |
| o brązowy medal |                  |          |                     |          |                     |          |                     |
| brąz            | Jack Carlin      | 9,786    | 73,574              | 9,934    | 72,478              |          |                     |
| 4.              | Dienis Dmitrijew | + 0,486  |                     | + 0,015  |                     |          |                     |